# Ratarda furvivestita
Ratarda furvivestita is een vlinder uit de familie van de Ratardidae. De wetenschappelijke naam van de soort is voor het eerst geldig gepubliceerd door Hampson.